# Farkas Imre (főszolgabíró)
Boldogfai Farkas Imre János Lipót (Boldogfa, Zala vármegye, 1811. november 16. – Alsóbagod, Zala vármegye, 1876. május 25.), a Zalaegerszegi járás főszolgabírója, császári és királyi főbírója, táblabíró, hites ügyvéd, vármegyei bizottmányi tag, Zala vármegyei földbirtokos, a "Zalavármegyei Gazdasági Egyesület"nek az alapító tagja. A zalai nemzetőrség kiállításával foglalkozott az 1848-as forradalom alatt.

## Családja és származása

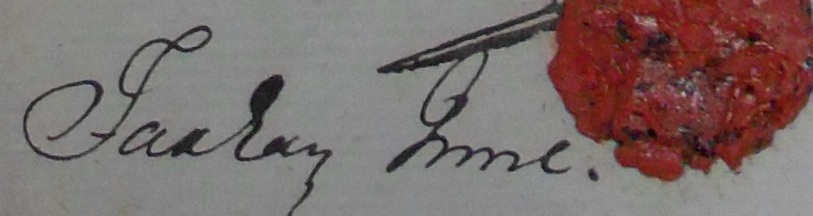
Boldogfai Farkas Imre (1811–1876), főszolgabíró, táblabíró, földbirtokos aláírása és címeres viaszpecsétje. Kelt: 1840 június 19-én

A római katolikus ősrégi nemesi származású boldogfai Farkas család sarjaként született Boldogfán. Apja boldogfai Farkas János (1774-1847), Zala vármegye helyettes alispánja, táblabíró, földbirtokos, anyja a besenyői és velikei Skublics család sarja besenyői és velikei Skublics Angéla (1775-1839) úrnő volt. Apai nagyszülei boldogfai Farkas János (1741–1788), Zala vármegyei Ítélőszék elnöke, zalai főjegyző, földbirtokos és lovászi és szentmargitai Sümeghy Judit (1754–1820) voltak. Az anyai nagyszülei besenyői és velikei Skublics János (1738-1808), földbirtokos és a zalalövői Csapody családból való zalalövői Csapody Erzsébet (1739-1781) voltak. Keresztszülei, az anyai nagybátyja besenyői és velikei Skublics Imre (1771-1830) jogász, ügyvéd, Zala vármegye főjegyzője, táblabíró, földbirtokos és az anyai nagynénje Skublics Amália kisasszony voltak. Fivére boldogfai Farkas János (1813–1858), jogász, gyámi szolgabíró, földbirtokos, akinek a neje baranyavári Baranyay Petronella (1822–1892).
Az apai nagybátyja boldogfai Farkas Ferenc (1779-1844) táblabíró, földbirtokos. Apai nagynénje boldogfai Farkas Marianna (1783-1819), akinek a férje szladeoviczi Szladovits József (1773-1829), jogász, táblabíró, földbirtokos volt. Farkas Imrének az elsőfokú unokatestvérei: szladeoviczi Szladovics Borbála (1812-1868), akinek a férje nemes Csertán Sándor (1809–1864) táblabíró, ügyvéd, Zala vármegyei kormánybiztos az 1848–49-es forradalom és szabadságharc alatt, országgyűlési képviselő, földbirtokos; szladovici Szladovits Gergely (1805–1880), jogász, táblabíró, földbirtokos valamint boldogfai Farkas Ferenc (1838–1908), Zala vármegye számvevője, pénzügyi számellenőre, földbirtokos. Apjának, Farkas Jánosnak, az elsőfokú unokatestvérei: csáfordi Csillagh Lajos (1789–1860), az 1848-as szabadságharc alatt Zala vármegye első alispánja, illetve az 1848-as Zala megyei állandó bizottmány elnöke, táblabíró, földbirtokos, valamint tubolyszeghi Tuboly Mihály (1798–1872), Zala vármegye főjegyzője, táblabíró, földbirtokos.

## Élete
Alaptanulmányai elvégzése után jogi képesítést szerzett, és 1834. szeptember 22-e és 1840. szeptember 28-a között alszolgabíró volt az egerszegi járáson; 1844. június 10-ától 1849. október 31-éig a zalaegerszegi járás főszolgabírójakánt tevékenykedett. 1846 márciusában, Tuboly Mihály (1798–1872), a vármegye főjegyzője, Csertán Sándor táblabíró, és boldogfai Farkas Imre főszolgabíró a megye közgyűlése elé terjesztette Zalaegerszeg mezőváros rendezéséről szóló javaslatát, amelynek az egyik alapja a választójog kiszélesítése volt. Ekkor a közgyűlés az elfogadott tervezet bevezetését és alkalmazását az egerszegi járás főszolgabírájára Farkas Imrére bízta. Az 1847-ben összeíródott zalai nemesség politikai viszonyai listájában, Farkas Imre szerepelt mint ellenzéki az állása miatt, ahogy öccse, Farkas János gyámiszolgabíró is.
1845-ben Deák Ferenc mellett, valamint több zalai nemes úr mellett szerepelt az önkéntes adózók között; édesatyja Farkas János Nepomuk azonban nem. Ahogy édesapja és nagybátyja boldogfai Farkas Ferenc (1779-1844) táblabíró jó baráti viszonyban volt kehidai Deák Ferenccel; és habár családja politikai beállítottsága alapból konzervatívabb, Farkas Imrének élénk tevékenysége volt a nemzetőrség szervezésében Zala megyében. 1848. március 23.-án csáfordi Csillagh Lajos (1789 – 1860) zalai alispán kérte meg Farkas Imrét, hogy Egerszegen lakjon és a csendet, valamint a rendet tartsa a mezővárosban. A szabadságharc hevében 1848 júniusában Csány Lászlóval levelezett és kapott tőle utasításokat a nemzetőrség fizetésének a tervezéséről. Augusztusban, Farkas Imre a nemzeti őrség számára "az egerszegi vasárusokból 1000 azaz egyezer darab fegyverül használandó kaszákbul, 504 darab felszereltetett és a táborba szállítattak". Szeptemberben boldogfai Farkas Imre Séllyey Elek muraközi főszolgabíróval szervezték meg a letenyei hajóhíd felállítását, a molnárokkal alkudozva. A letenyei hidat, a hivatalos jelentés szerint, november 15.-én a viz elsodorta. Hogy Muraközzel a közlekedés meg ne szakasztassák, hajóhíd építése határoztatott el; e célból tervet készíttet és fa beszerzését határozták el. Farkas Imre egerszeg járási főbiró azonnal Letenyén termett, és az ő parancsából Wizmathy Ferenc néhányadmagával egy éjjel beszöktek Domború a Murán építendő hídhoz szükséges fáért és vasmacskákért. Valódi bravour elmenni ellenség által megszállt területre.
1848. december 30.-án Bagodot elfoglalták a császári seregek. Az állandó bizottmány, amelynek az elnöke, csáfordi Csillagh Lajos zalai alispán volt, Zalaapátiba menekült. 1848. szilveszterén, báró Burits János császári altábornagy elfoglalta Zalaegerszeget a csapataival együtt. Burits maga elé parancsolta boldogfai Farkas Imre főszolgabírót, akinek január 1-én délelőtt 11 órakor kijelentette, miszerint a tisztviselők személyes szabadságát meghagyja, de ha 24 óra alatt ki-ki állását el nem foglalja hogy Zalaegerszegen meg nem jelennek mint lázadókat elfogatja. Burits Farkas Imre közvetítésével tárgyalt a szabadságharcosokkal, aki semmit sem késve, déli 12 órakor megírta a levelet és gyorsfutár vitte azt Zalaapátiba Csillaghéhoz. A bizottmány január 2-án gyűlésezett a levél tartalma felett, és mivel kénytelenek voltak a katonai erőszaknak engedni, elhatározták, hogy mindannyian visszatérnek Zalaegerszegre. A szabadságharc leverése után Farkas Imre a  zalaegerszegi járás 
cs. és kir. főbírója (főszolgabíró) volt 1849. novembere és 1850. december 2-a között. Ez után visszavonult a bagodi birtokába és gazdálkodott.
Boldogfai Farkas Imre 1876-ban hunyt el az alsóbagodi birtokán. A három fia közül egyedül Boldogfai Farkas József lépett politikai pályára.

## Házassága és gyermekei
Érett korában, négy gyermeke született Volfinger József zalaegerszegi szitás mester özvegyétől, Horváth Alojziától (Zalaegerszeg, 1831. április 12. –Alsóbagod, 1919. február 15.). A kispolgári származású Horváth Alojziát (1831-1919), Horváth Imre (1793–1865) zalaegerszegi szíjártó és Prunner Rozália (1797–1865) lányát, 1866. március 31-én vette el Bagodvitenyéden, és ezzel a házasságonkívüli született gyermekeit törvényesítette. A törvénytelen gyermekei nemességét 1870. április 17-én ismerték el, amikor kehidai Deák Ferenc közbenjárásával az uralkodó kiadott egy engedélyt. A Horváth Alojziától született négy fia:
- boldogfai Farkas József (Alsóbagod, 1857. január 28. – Söjtör, 1951. október 17.), országgyűlési képviselő, politikus, felsőbagodi földbirtokos. Felesége lovászi és szentmargitai Sümeghy Rozália (Söjtör, 1857. december 19.–Felsőbagod, 1924. március 27.).
- Horváth/Farkas István (Alsóbagod, 1858. szeptember 7.– Alsóbagod, 1863. január 11.).[20]
- boldogfai Farkas Sándor "Imre" (Felsőbagod, 1860. július 4. – Hagyáros, †1895. október 23.), hagyárosi földbirtokos. Felesége nemesvitai Viosz Mária Karolina Rozália (Andráshida, 1863. október 28. – †Zalaegerszeg, 1935. szeptember 1.).
- boldogfai Farkas Gábor Rafael (Alsóbagod, 1863. december 6. – Alsóbagod, 1925. december 25.), alsóbagodi földbirtokos. Agglegényként hunyt el.

## Származása
| boldogfai Farkas Imre János Lipót (Boldogfa, 1811. november 16. – Alsóbagod, 1876. május 25.) hites ügyvéd, főszolgabíró, táblabíró, vármegyei bizottmányi tag, földbirtokos, a "Zalavármegyei Gazdasági Egyesület"nek az alapító tagja. | Apja: boldogfai Farkas János Nepomuk (Boldogfa, 1774. június 6.– Alsóbagod, 1847. május 5.) jogász, Zala vármegye helyettes első alispánja, táblabíró, földbirtokos. | Apai nagyapja: boldogfai Farkas János (Boldogfa, 1741. november 17. – Zalaegerszeg, 1788. november 12.) jogász, Zala vármegyei Ítélőszék elnöke, Zala vármegye főjegyzője, hites ügyvéd, táblabíró, földbirtokos, Zala vármegyei helyettes alispán, földbirtokos | Apai nagyapai dédapja: boldogfai Farkas Ferenc (Boldogfa, 1713. szeptember 22. – Zélpuszta, 1770. február 22.) Zala vármegye alispánja, táblabíró, zalai földbirtokos, jogász. (Szülei: boldogfai Farkas János, Zala vármegye helyettes főszolgabírája, földbirtokos és sidi Sidy Dorottya)                        |
| boldogfai Farkas Imre János Lipót (Boldogfa, 1811. november 16. – Alsóbagod, 1876. május 25.) hites ügyvéd, főszolgabíró, táblabíró, vármegyei bizottmányi tag, földbirtokos, a "Zalavármegyei Gazdasági Egyesület"nek az alapító tagja. | Apja: boldogfai Farkas János Nepomuk (Boldogfa, 1774. június 6.– Alsóbagod, 1847. május 5.) jogász, Zala vármegye helyettes első alispánja, táblabíró, földbirtokos. | Apai nagyapja: boldogfai Farkas János (Boldogfa, 1741. november 17. – Zalaegerszeg, 1788. november 12.) jogász, Zala vármegyei Ítélőszék elnöke, Zala vármegye főjegyzője, hites ügyvéd, táblabíró, földbirtokos, Zala vármegyei helyettes alispán, földbirtokos | Apai nagyapai dédanyja: barkóczi és hadenbergi Rosty Anna Mária (1722– Zélpuszta, 1784. október 9.) (Szülei: barkóczi Rosty László, vasi főszolgabíró, földbirtokos és zalalövői Csapody Mária) |
| boldogfai Farkas Imre János Lipót (Boldogfa, 1811. november 16. – Alsóbagod, 1876. május 25.) hites ügyvéd, főszolgabíró, táblabíró, vármegyei bizottmányi tag, földbirtokos, a "Zalavármegyei Gazdasági Egyesület"nek az alapító tagja. | Apja: boldogfai Farkas János Nepomuk (Boldogfa, 1774. június 6.– Alsóbagod, 1847. május 5.) jogász, Zala vármegye helyettes első alispánja, táblabíró, földbirtokos. | Apai nagyanyja: lovászi és szentmargitai Sümeghy Judit (Alsóbagod, 1754. február 28.– †Alsóbagod, 1820. február 15.) | Apai nagyanyai dédapja: nemes Sümeghy Ferenc (Alsóbagod, 1723. április 14.– †c.1766?) Zala vármegye táblabírája, földbirtokos (Szülei: nemes Sümeghy Mihály, Zala vm. főjegyzője 1716. és 1727.között, földbirtokos és nemes Foky Judit)                                                                           |
| boldogfai Farkas Imre János Lipót (Boldogfa, 1811. november 16. – Alsóbagod, 1876. május 25.) hites ügyvéd, főszolgabíró, táblabíró, vármegyei bizottmányi tag, földbirtokos, a "Zalavármegyei Gazdasági Egyesület"nek az alapító tagja. | Apja: boldogfai Farkas János Nepomuk (Boldogfa, 1774. június 6.– Alsóbagod, 1847. május 5.) jogász, Zala vármegye helyettes első alispánja, táblabíró, földbirtokos. | Apai nagyanyja: lovászi és szentmargitai Sümeghy Judit (Alsóbagod, 1754. február 28.– †Alsóbagod, 1820. február 15.) | Apai nagyanyai dédanyja: pókafalvi Póka Marianna (1728– Alsóbagod, 1797. február 14.) (Szülei:pókafalvi Póka Gábor, 1741-ben vasi insurgens kapitány, földbirtokos és szenttamási Bertalan Klára) |
| boldogfai Farkas Imre János Lipót (Boldogfa, 1811. november 16. – Alsóbagod, 1876. május 25.) hites ügyvéd, főszolgabíró, táblabíró, vármegyei bizottmányi tag, földbirtokos, a "Zalavármegyei Gazdasági Egyesület"nek az alapító tagja. | Anyja: besenyői és velikei Skublics Angéla Cecilia (Besenyő, 1775. április 7. – Boldogfa, 1839. november 25.)                                                        | Anyai nagyapja: besenyői és velikei Skublics János (Söpte, 1738– Besenyő, 1808. augusztus 1.) táblabíró, földbirtokos | Anyai nagyapai dédapja: besenyői és velikei Skublics Sándor (1695–1754) Somogy vármegye főügyésze, jogász, földbirtokos (Szülei: velikei Skublics Ferenc, Vas vármegye főszolgabirája, földbirtokos és köveskúti Angyal Judit)                                                                                     |
| boldogfai Farkas Imre János Lipót (Boldogfa, 1811. november 16. – Alsóbagod, 1876. május 25.) hites ügyvéd, főszolgabíró, táblabíró, vármegyei bizottmányi tag, földbirtokos, a "Zalavármegyei Gazdasági Egyesület"nek az alapító tagja. | Anyja: besenyői és velikei Skublics Angéla Cecilia (Besenyő, 1775. április 7. – Boldogfa, 1839. november 25.)                                                        | Anyai nagyapja: besenyői és velikei Skublics János (Söpte, 1738– Besenyő, 1808. augusztus 1.) táblabíró, földbirtokos | Anyai nagyapai dédanyja: lukafalvi Zarka Anna (1711 –1789) (Szülei: lukafalvi Zarka István, Vas vármegye főszolgabirája, földbirtokos és jeli Gyely Mária) |
| boldogfai Farkas Imre János Lipót (Boldogfa, 1811. november 16. – Alsóbagod, 1876. május 25.) hites ügyvéd, főszolgabíró, táblabíró, vármegyei bizottmányi tag, földbirtokos, a "Zalavármegyei Gazdasági Egyesület"nek az alapító tagja. | Anyja: besenyői és velikei Skublics Angéla Cecilia (Besenyő, 1775. április 7. – Boldogfa, 1839. november 25.)                                                        | Anyai nagyanyja: zalalövői Csapody Erzsébet (Petőfalva, 1738. október 6.– Bessenyő, 1781. február 9.) | Anyai nagyanyai dédapja: zalalövői Csapody Ferenc (1689 – Nagyszombat, 1762. március 28.) Vas vármegye főszolgabírája, nagyszombati kerületi táblai ülnök, földbirtokos. (Szülei: zalalövői Csapody István, törökverő katona, a zalalövői vár utolsó főkapitánya, zalai földbirtokos és osztopáni Perneszy Zsófia) |
| boldogfai Farkas Imre János Lipót (Boldogfa, 1811. november 16. – Alsóbagod, 1876. május 25.) hites ügyvéd, főszolgabíró, táblabíró, vármegyei bizottmányi tag, földbirtokos, a "Zalavármegyei Gazdasági Egyesület"nek az alapító tagja. | Anyja: besenyői és velikei Skublics Angéla Cecilia (Besenyő, 1775. április 7. – Boldogfa, 1839. november 25.)                                                        | Anyai nagyanyja: zalalövői Csapody Erzsébet (Petőfalva, 1738. október 6.– Bessenyő, 1781. február 9.) | Anyai nagyanyai dédanyja: szentviszlói Deseő Mária (Szülei: szentviszlói Deseő Ferenc, földbirtokos és jobbágyi Gaiger Magdolna) |